# دون هيرست
دون هيرست (بالإنجليزية: Don Hurst)‏ هو لاعب كرة قاعدة أمريكي، ولد في 12 أغسطس 1905 في مايسفيل في الولايات المتحدة، وتوفي في 6 ديسمبر 1952 في لوس أنجلوس في الولايات المتحدة.

## وصلات خارجية
- دون هيرست على موقعبيزبول رفرنس.كوم (الدوري الرئيسي) (الإنجليزية)